# Eric Ponette
Eric Ponette (1937) is een Belgisch hoogleraar geneeskunde. 

## Levensloop
Ponette promoveerde in 1961 tot doctor in de geneeskunde aan de Katholieke Universiteit Leuven. Later bekwaamde hij zich verder als specialist inwendige geneeskunde (1968), specialist röntgendiagnose (1972) en doctoraat in de radiologie in (1974). Van 1975 tot 2001 doceerde hij aan de Katholieke Universiteit Leuven.
Naast zijn academische carrière is Ponette ook actief in de Vlaamse Beweging. Zo was hij voorzitter van de Vereniging Vlaamse Professoren Leuven (1984-1990), het Verbond der Vlaamse Academici (1990-1996), het Vlaams Geneeskundigenverbond (1996-2002) en het Overlegcentrum van Vlaamse Verenigingen (2001 - 2003). Tegenwoordig is Ponette voorzitter van technische werkgroep van het Aktiekomitee Vlaamse Sociale Zekerheid.
In november 1996 kreeg professor Ponette de Prijs Doktersgild Van Helmont en de Marnixring-André Demedtsprijs. In mei 2008 kreeg hij de erepenning van de Marnixring en op 26 juni 2009 de Orde van de Vlaamse Leeuw.